# Cum Sanctissimus
Cum Sanctissimus és una instrucció que va emetre el 19 de març de 1948 la Congregació Sagrada per Instituts Religiosos i Seculars de l'Església catòlica. La instrucció va aclarir assumptes específics pel que fa als instituts religiosos. Juntament amb Provida Mater Ecclesia i Primo Feliciter (ambdós del Papa Pius XII) aquesta instrucció va proporcionar la base perquè els instituts seculars catòlics tinguessin la seva pròpia legislació.